# Нигерия на летних Олимпийских играх 1992
Нигерия принимала участие в Летних Олимпийских играх 1992 года в Барселоне (Испания) в десятый раз за свою историю, и завоевала три серебряные и одну бронзовую медали.

## Медалисты
| Медаль  | Спортсмен                                                             | Вид спорта      | Дисциплина                |
| ------- | --------------------------------------------------------------------- | --------------- | ------------------------- |
| Серебро | Дэвид Айзон                                                           | Бокс            | Мужчины, до 91 кг         |
| Серебро | Ричард Ингбайнегу                                                     | Бокс            | Мужчины, свыше 91 кг      |
| Серебро | Олуйеми Кайоде Олападе Аденикен Дэвидсон Эзинва Чиди Имо              | Лёгкая атлетика | Мужчины, эстафета 4×100 м |
| Бронза  | Беатриса Утонду Фейт Идехен Мэри Оньяли-Омагбеми Кристи Опара-Томпсон | Лёгкая атлетика | Женщины, эстафета 4×100 м |